# Roland Garros 2005

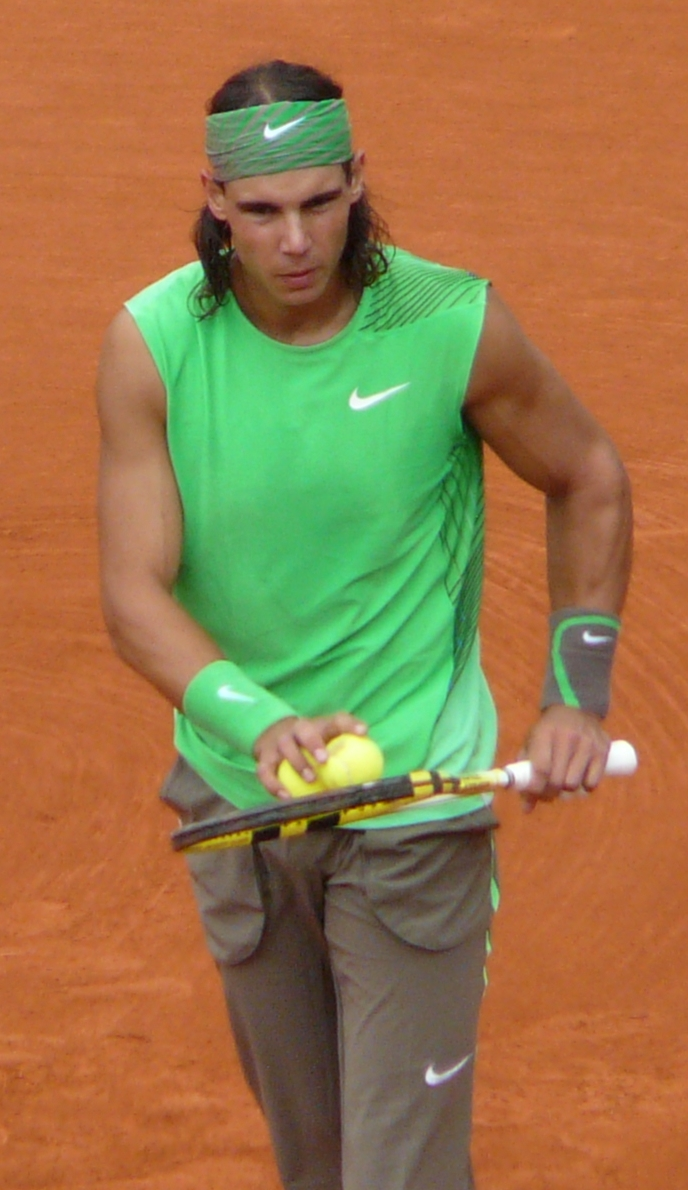
Rafael Nadal, winnaar bij de mannen.

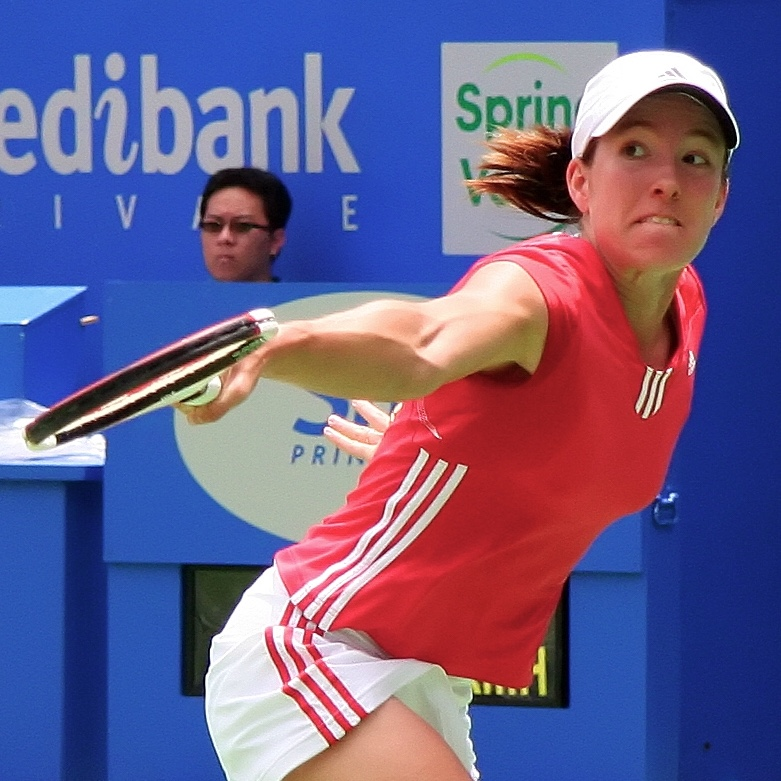
Justine Henin, winnares bij de vrouwen.

De 104e editie van het Franse grandslamtoernooi, Roland Garros 2005, werd gehouden van maandag 23 mei tot en met zondag 5 juni 2005. Voor de vrouwen was het de 98e editie. Het toernooi werd gespeeld in het Roland-Garrosstadion in het 16e arrondissement van Parijs.

## Belangrijkste uitslagen
Mannenenkelspel

Finale: Rafael Nadal (Spanje) won van Mariano Puerta (Argentinië) met 66-7, 6-3, 6-1, 7-5
Vrouwenenkelspel

Finale: Justine Henin-Hardenne (België) won van Mary Pierce (Frankrijk) met 6-1, 6-1
Mannendubbelspel

Finale: Jonas Björkman (Zweden) en Maks Mirni (Wit-Rusland) wonnen van de tweelingbroers Bob Bryan (VS) en Mike Bryan (VS) met 2-6, 6-1, 6-4
Vrouwendubbelspel

Finale: Virginia Ruano Pascual (Spanje) en Paola Suárez (Argentinië) wonnen van Cara Black (Zimbabwe) en Liezel Huber (Zuid-Afrika) met 4-6, 6-3, 6-3
Gemengd dubbelspel

Finale: Daniela Hantuchová (Slowakije) en Fabrice Santoro (Frankrijk) wonnen van Martina Navrátilová (VS) en Leander Paes (India) met 3-6, 6-3, 6-2
Meisjesenkelspel

Finale: Ágnes Szávay (Hongarije) won van Ioana Raluca Olaru (Roemenië) met 6-2, 6-1
Meisjesdubbelspel

Finale: Viktoryja Azarenka (Wit-Rusland) en Ágnes Szávay (Hongarije) wonnen van Ioana Raluca Olaru (Roemenië) en Amina Rachim (Kazachstan) met 4-6, 6-4, 6-0
Jongensenkelspel

Finale: Marin Čilić (Kroatië) won van Antal van der Duim (Nederland) met 6-3, 6-1
Jongensdubbelspel

Finale: Emiliano Massa (Argentinië) en Leonardo Mayer (Argentinië) wonnen van Sergej Boebka (Oekraïne) en Jérémy Chardy (Frankrijk) met 2-6, 6-3, 6-4
1891 · 1892 · 1893 · 1894 · 1895 · 1896 · 1897 · 1898 · 1899 · 1900 · 1901 · 1902 · 1903 · 1904 · 1905 · 1906 · 1907 · 1908 · 1909 · 1910 · 1911 · 1912 · 1913 · 1914 · 1915–1919 · 1920 · 1921 · 1922 · 1923 · 1924 · 1925 · 1926 · 1927 · 1928 · 1929 · 1930 · 1931 · 1932 · 1933 · 1934 · 1935 · 1936 · 1937 · 1938 · 1939 · 1940–1945 · 1946 · 1947 · 1948 · 1949 · 1950 · 1951 · 1952 · 1953 · 1954 · 1955 · 1956 · 1957 · 1958 · 1959 · 1960 · 1961 · 1962 · 1963 · 1964 · 1965 · 1966 · 1967
↓ open tijdperk ↓
1968 (m-v-md-vd-gd) · 1969 (m-v-md-vd-gd) · 1970 (m-v-md-vd-gd) · 1971 (m-v-md-vd-gd) · 1972 (m-v-md-vd-gd) · 1973 (m-v-md-vd-gd) · 1974 (m-v-md-vd-gd) · 1975 (m-v-md-vd-gd) · 1976 (m-v-md-vd-gd) · 1977 (m-v-md-vd-gd) · 1978 (m-v-md-vd-gd) · 1979 (m-v-md-vd-gd) · 1980 (m-v-md-vd-gd) · 1981 (m-v-md-vd-gd) · 1982 (m-v-md-vd-gd) · 1983 (m-v-md-vd-gd) · 1984 (m-v-md-vd-gd) · 1985 (m-v-md-vd-gd) · 1986 (m-v-md-vd-gd) · 1987 (m-v-md-vd-gd) · 1988 (m-v-md-vd-gd) · 1989 (m-v-md-vd-gd) · 1990 (m-v-md-vd-gd) · 1991 (m-v-md-vd-gd) · 1992 (m-v-md-vd-gd) · 1993 (m-v-md-vd-gd) · 1994 (m-v-md-vd-gd) · 1995 (m-v-md-vd-gd) · 1996 (m-v-md-vd-gd) · 1997 (m-v-md-vd-gd) · 1998 (m-v-md-vd-gd) · 1999 (m-v-md-vd-gd) · 2000 (m-v-md-vd-gd) · 2001 (m-v-md-vd-gd) · 2002 (m-v-md-vd-gd) · 2003 (m-v-md-vd-gd) · 2004 (m-v-md-vd-gd) · 2005 (m-v-md-vd-gd) · 2006 (m-v-md-vd-gd) · 2007 (m-v-md-vd-gd) · 2008 (m-v-md-vd-gd) · 2009 (m-v-md-vd-gd) · 2010 (m-v-md-vd-gd) · 2011 (m-v-md-vd-gd) · 2012 (m-v-md-vd-gd) · 2013 (m-v-md-vd-gd) · 2014 (m-v-md-vd-gd) · 2015 (m-v-md-vd-gd) · 2016 (m-v-md-vd-gd) · 2017 (m-v-md-vd-gd) · 2018 (m-v-md-vd-gd) · 2019 (m-v-md-vd-gd) · 2020 (m-v-md-vd) · 2021 (m-v-md-vd-gd) · 2022 (m-v-md-vd-gd) · 2023 (m-v-md-vd-gd) · 2024 (m-v-md-vd-gd)
Lijst van Roland Garroswinnaars